# Wojciech z Bydgoszczy
Wojciech z Bydgoszczy (Albertus Jacobi de Bydgostia) (zm. 1506) – polski duchowny katolicki, notariusz publiczny, subkolektor kamery apostolskiej, biskup sufragan poznański, posiadał przywilej kreacji notarialnej.

## Życiorys
Urodził się w I połowie XV wieku w Bydgoszczy. Był synem Jakuba, patrycjusza bydgoskiego. W 1459 r. ukończył studia na Uniwersytecie Krakowskim. Zdobył stopnie akademickie; tytułowano go mistrzem. W 1462 r. został admitowany notariuszem publicznym w Gnieźnie. W latach 1462–1497 pracował w konsystorzu gnieźnieńskim, najpierw jako notariusz, potem jako główny protokolant (od 1471), pierwszy notariusz (od 1479), a także od 1474 r. działał jako ceniony adwokat konsystorski.
Z Gnieznem i Poznaniem związana była jego kariera kościelna. Najpierw został wikariuszem wieczystym w katedrze gnieźnieńskiej (1465), potem proboszczem kościoła św. Wawrzyńca (1479) oraz kanonikiem kościoła św. Jerzego (1480) w Gnieźnie. W 1487 r. mianowano go subkolektorem kamery apostolskiej. W 1494 r. został biskupem sufraganem poznańskim (tyt. enneński). Sakrę biskupią przyjął prawdopodobnie w Zielone Świątki 7 czerwca 1495 r. Zmarł przed 28 stycznia 1506 r.